# Greg Johnston
Gregory Johnston, detto Greg (Boston, 1958), è uno sceneggiatore e produttore televisivo statunitense.
Nel corso della sua carriera è stato sceneggiatore di: The Osbournes, Newlyweds, Miss Seventeen, Biker Mice da Marte, Roswell Conspiracies e The Gary Coleman Show.